# Shui Hu Feng Yun Zhuan
Shui Hu Feng Yun Zhuan (lit. "Dans les nuages") est un jeu vidéo de type beat them all sorti en 1999 sur Mega Drive. Le jeu a été développé par Never Ending Soft. Il n'est sorti qu'en Chine et Hong Kong, ce qui en fait un jeu vidéo assez difficile à trouver. Sa sortie tardive par rapport à l'existence de la Mega Drive prouve que la console est encore exploitée bien après avoir disparu du commerce.